# Strathclyde

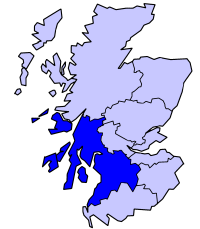

Strathclyde var ett brittiskt kungarike i nuvarande Skottland samt norra England.
I slutet av 800-talet kom det att smälta samman med det skotska kungariket Dalriada och från 1058 blev det en del av Skottland. I det nya riket var det i huvudsak skottarna som hade makten och troligen flydde en del av den brittiska överklassen till Gwynedd. 
Strathclyde var också namnet på en administrativ region i Skottland under åren 1975-1996. Huvudort i regionen var Glasgow.